# NGC 2079
NGC 2079 (другое обозначение — ESO 57-EN11, N159A) — эмиссионная туманность в созвездии Золотой Рыбы, расположенная в Большом Магеллановом Облаке. Открыта Джоном Гершелем в 1834 году. В ней находится точечный радиоисточник. По распределению энергии в её спектре возраст туманности можно оценить как 30 тысяч лет, но показатели цвета в дальнем инфракрасном диапазоне указывают на то, что возраст должен составлять 100—500 тысяч лет.
Этот объект входит в число перечисленных в оригинальной редакции «Нового общего каталога».